# Yrjö Ilvessalo

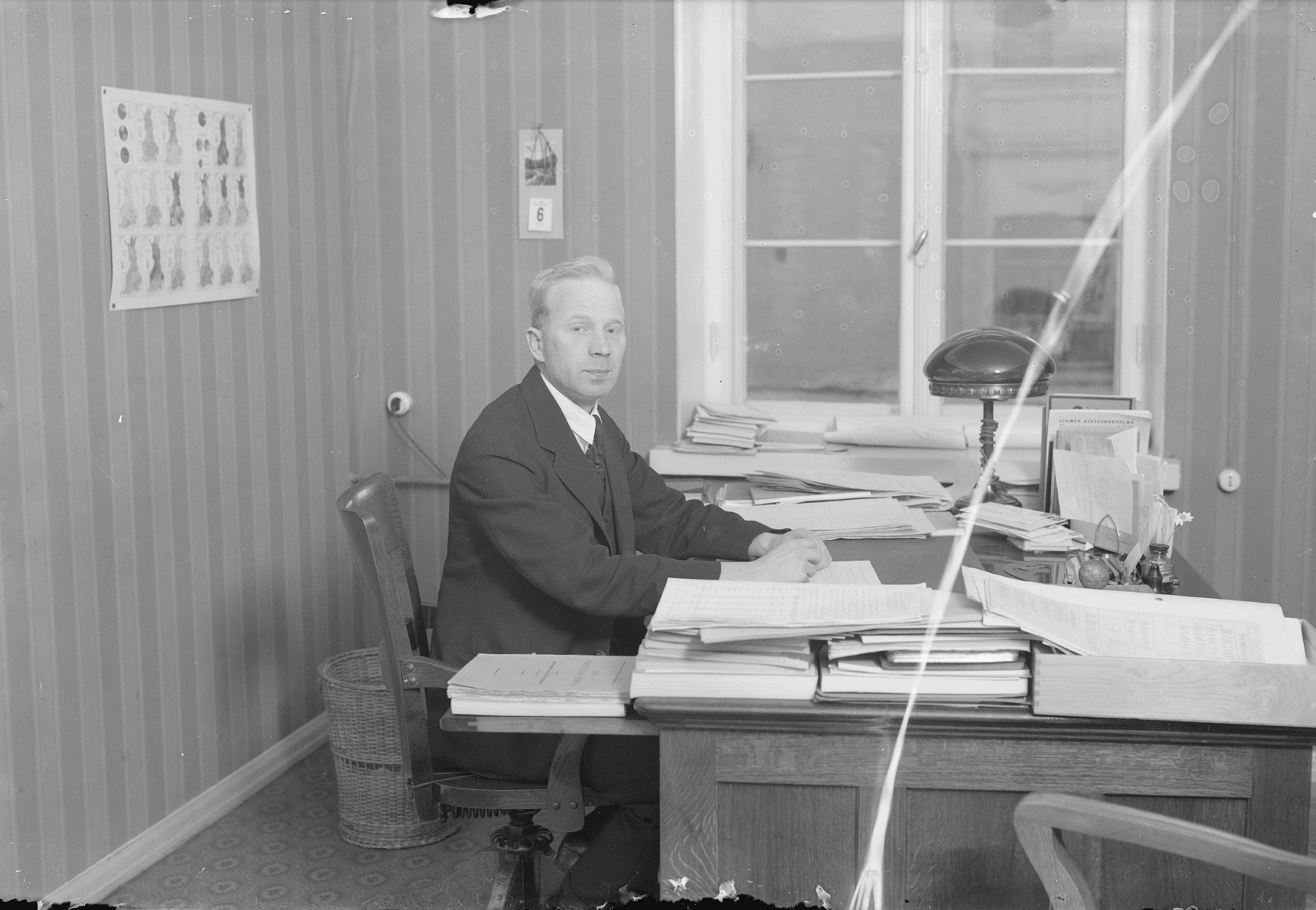
Yrjö Ilvessalo år 1930.

Yrjö Ilvessalo (före 1911 Sarén) , född 1 december 1892 i Tammerfors, död 6 december 1983 i Helsingfors, var en finländsk skogsforskare. 
Ilvessalo blev filosofie doktor 1920. Han var 1922–1948 professor vid Skogsforskningsanstalten och 1948–1962 ledamot av Finlands Akademi. 
Ilvessalo utförde betydelsefulla undersökningar om skogstyper i Finland och Nordamerika och ledde tre riksskogstaxeringar i Finland, av vilka den första, som genomfördes 1921–1924, var den första i sitt slag i världen.